# Fortín Nanawa
El Fortín Nanawa fue un fortín paraguayo en el Chaco Boreal, que fue utilizado en la guerra del Chaco (1932-1935) entre Paraguay y Bolivia. Donde se darían dos de las batallas más importantes de la guerra del Chaco.

## Batallas de Nanawa
El Fortín Nanawa era un punto estratégico en el chaco, punto estratégico que el gobierno y ejército boliviano querían.
Por su estrategia, en 1933 el ejército boliviano al mando del general alemán Hans Kundt ataca el Fortín con el propósito de ocuparlo, la primera batalla de Nanawa librada entre el 20 y el 26 de abril de 1933 acabó con el fracaso del ejército boliviano, tras la derrota en 1933 nuevamente el ejército boliviano al mando de Hans Kundt ataca el fortín Nanawa con todo lo que tiene, empezando la segunda batalla de Nanawa librada entre el 4 y 7 de junio de 1933, esta batalla fue aún más desastrosa ya que dejó al ejército boliviano más agotado que nunca en su historia.
Esta derrota provocó la desmoralización del los soldados bolivianos y que algunos se amotinaron en contra de Kundts.

## Bajas en el fortín de Nanawa
En el fortín Nanawa tanto Bolivia como Paraguay sufrieron bajas en especial Bolivia,
4.000 bajas bolivianas en la primera Batalla y en la segunda batalla alrededor de 6.000.
Mientras Paraguay sufrió aproximadamente 248 bajas en la primera batalla y en la segunda 636.